# Магомедов, Абдулла Омарович
Абдулла Омарович Магомедов (1 января 1978, Артезиан, Черноземельский район, Калмыцкая АССР, РСФСР, СССР) —  российский спортсмен, специализируется по ушу, чемпион Европы, чемпион России, ныне тренер.

## Биография
Ушу-саньда начал заниматься в 1995 году. Является чемпионом России и Европы. После окончания спортивной карьеры стал тренером.

## Спортивные достижения
- Чемпионат России по ушу 1997 — ;
- Чемпионат Европы по ушу 1998 — ;

## Известные воспитанники
- Алиев, Султан Абдураупович[1]

## Личная жизнь
В 1995 году окончил школу № 35 в Махачкале.